# 상파울루 포럼
상파울루 포럼은 라틴아메리카의 주요 사회주의 정당들의 국제 정치 협회이다.

## 회원
| 국가                                                                           | 이름                          | 집권 여부   |
| ------------------------------------------------------------------------------ | ----------------------------- | ----------- |
| 아르헨티나                                                                     | 아르헨티나 공산당             | 비집권      |
| 바베이도스                                                                     | 클레멘트 페인 운동            | 비집권      |
| 볼리비아                                                                       | 볼리비아 공산당               | 비집권      |
| 볼리비아                                                                       | 사회주의운동당                | 집권        |
| 브라질                                                                         | 노동자당                      | 비집권      |
| 브라질                                                                         | 브라질 공산당                 | 비집권      |
| 브라질                                                                         | 민주노동당                    | 비집권      |
| 브라질                                                                         | 브라질 공산당 (1922년)        | 비집권      |
| 브라질                                                                         | 브라질 사회당                 | 비집권      |
| 브라질                                                                         | 인민사회당                    | 비집권      |
| 브라질                                                                         | 자유조국당                    | 비집권      |
| 칠레                                                                           | 기독교좌파당                  | 비집권      |
| 칠레                                                                           | 칠레 공산당                   | 비집권      |
| 칠레                                                                           | 칠레 인문당                   | 비집권      |
| 칠레                                                                           | 칠레 사회당                   | 집권        |
| 콜롬비아                                                                       | 대안 민주주의 극점            | 비집권      |
| 콜롬비아                                                                       | 콜롬비아 공산당               | 비집권      |
| 콜롬비아                                                                       | 애국행진                      | 비집권      |
| 콜롬비아                                                                       | 사회주의를 위한 선물          | 비집권      |
| 코스타리카                                                                     | 광역전선                      | 비집권      |
| 쿠바                                                                           | 쿠바 공산당                   | 집권 유일당 |
| 퀴라소                                                                         | 주권인민                      |             |
| 도미니카 연방                                                                  | 도미니카 노동당               | 집권        |
| 도미니카 공화국                                                                | 도미니카 해방당               | 집권        |
| 에콰도르                                                                       | PAIS 동맹                     | 비집권      |
| 엘살바도르                                                                     | 파라분도 마르티 민족해방전선  | 집권        |
| 과테말라                                                                       | 과테말라 전국 해방 단결       | 비집권      |
| 가이아나                                                                       | 노동인민동맹                  | 비집권      |
| 온두라스                                                                       | 해방과 재건                   | 비집권      |
| 온두라스                                                                       | 민주통일당 (온두라스)         | 비집권      |
| [[파일:{{{국기그림-지방}}}\|22x20px\|border \|alt=마르티니크의 기]] 마르티니크 | 독립 사회주의 공산당          | 원외정당    |
| [[파일:{{{국기그림-지방}}}\|22x20px\|border \|alt=마르티니크의 기]] 마르티니크 | 인민 위원회 전국 평의회       | 원외정당    |
| 멕시코                                                                         | 민주혁명당                    | 비집권      |
| 멕시코                                                                         | 노동당                        | 비집권      |
| 멕시코                                                                         | 사회주의 인민당               | 비집권      |
| 멕시코                                                                         | 국가재건운동                  | 집권        |
| 니카라과                                                                       | 산디니스타 민족해방전선       | 집권        |
| 파라과이                                                                       | 파라과이 공산당               | 비집권      |
| 파라과이                                                                       | 국가단결당                    | 비집권      |
| 페루                                                                           | 페루 공산당                   | 집권        |
| 페루                                                                           | 사회당                        | 비집권      |
| 페루                                                                           | 페루 국민당                   | 비집권      |
| 푸에르토리코                                                                   | 푸에르토리코 국민당           | 원외정당    |
| 푸에르토리코                                                                   | 사회당                        | 원외정당    |
| 푸에르토리코                                                                   | 오스토스주의 민족독립운동     | 원외정당    |
| 푸에르토리코                                                                   | 푸에르토리코 친독립 대학 연합 | 원외정당    |
| 우루과이                                                                       | 광역전선                      | 집권        |
| 베네수엘라                                                                     | 베네수엘라 연합사회당         | 집권        |

## 같이 보기
- 라틴아메리카·카리브 해 정당 상설 회의
- 핑크 타이드